# Kalamaja

Kalamaja (français : maison du poisson) est un quartier de  Tallinn-Nord à Tallinn en Estonie.

## Géographie
En 2019, Kalamaja compte 11 616 habitants.
Sa superficie  est de 2,1 km2.
Les rues du quartier sont : Allveelaeva tänav, Graniidi tänav, Jahu tänav, Kalaranna tänav, Kalasadama tänav, Kalevi tänav, Kalju põik, Kalju tänav, Kalma tänav, Kesk-Kalamaja tänav, Kopli tänav, Kotzebue tänav. Krulli tänav, Kungla tänav, Kursi tänav, Köie tänav, Küti tänav, Leigeri tänav, Lennusadama tänav, Linda tänav, Malmi tänav, Miinisadama tänav, Mootori tänav, Niine tänav, Niine põik, Noole tänav, Oda tänav, Peetri tänav, Põhja puiestee, Reisijate tänav, Rumbi tänav, Salme tänav, Soo tänav, Staapli tänav, Suur-Laagri tänav, Suur-Patarei tänav, Suurtüki tänav, Telliskivi tänav, Tõllu tänav, Tööstuse tänav, Uus-Kalamaja tänav, Uus-Volta tänav, Vabriku tänav, Valgevase tänav, Vana-Kalamaja tänav, Vesilennuki tänav, Vibu tänav, Volta tänav, Võrgu tänav, Väike-Laagri tänav et Väike-Patarei tänav.

## Population
| 2008  | 2010  | 2011  | 2012  | 2013  | 2014  | 2015  |
| ----- | ----- | ----- | ----- | ----- | ----- | ----- |
| 7 812 | 8 054 | 8 254 | 8 620 | 8 796 | 9 466 | 9 820 |

| 2016   | 2017   | 2018   | 2019   | 2020   | 2021   | 2022   |
| ------ | ------ | ------ | ------ | ------ | ------ | ------ |
| 10 284 | 10 756 | 11 366 | 11 616 | 12 179 | 12 652 | 12 930 |

## Lieux et monuments
Kalamaja compte un total de cinq ports : Patareisadam, Port de pêche, Hydroaéroport, Port de Noblessner et Miinisadam.
Le parc du cimetière de Kalamaja, le fort de Kalaranna (et), la prison de Patarei et l'église baptiste de Kalju (et) se trouvent dans le quartier.

## Culture
- Põhja pst 7 / Kotzebue 1 -Bâtiment principal de l'Académie estonienne des arts ;
- Kotzebue tn 9 - Bibliothèque Kalamaja, une succursale de la Bibliothèque centrale de Tallinn ;
- Kotzebue tn 16 - Musée Kalamaja, établissement du Musée municipal de Tallinn ;
- Vesilennuki tn 6 - Musée maritime dans le port des hydravions (Lennusadam) ;
- Kalaranna tn 2 - Musée de l'ancienne prison de Patterei ;
- Kursi tn 5 – Musée estonien d'art contemporain ;
- Telliskivi tn 60 - Ville créative de Telliskivi (et) :
  - Telliskivi tn 60a/5 – Galerie d'art Vaal Gallery,
  - Telliskivi tn 60a-8 - Centre d'exposition Forografiska Tallinn.

## Histoire
Durant la majeure partie de l'histoire de Tallinn, Kalamaja a été le principal port de pêche de la ville. 
À partir du XIVe siècle, la zone était occupée par les pêcheurs, les poissonniers et les charpentiers de bateaux. 
Une nouvelle ère commence en 1870, lorsque Tallinn est reliée à Saint-Pétersbourg par chemin de fer. 
La gare de Tallinn-Baltique (Balti jaam ) est construite entre Kalamaja et le centre-ville. 
Soudain, d'énormes usines ont commencé à apparaître dans cette partie de la ville, et elles ont amené avec elles un afflux de milliers de nouveaux travailleurs. 
Les maisons en bois, qui sont devenues l'héritage architectural de Kalamaja, ont été construites à cette époque pour accueillir ces travailleurs.
Construites dans les années 1920 et 1930, ces maisons à appartements de deux à trois étages se composent de deux ailes symétriques en bois séparées par un escalier central en pierre. 
Il y en a environ 500 dans la ville aujourd'hui.
Le centre de Kalamaja et ses maisons en bois colorés s’étend aux rues de Valgevase, Kalju, Kungla, Vana-Kalamaja et Niine.

## Galerie

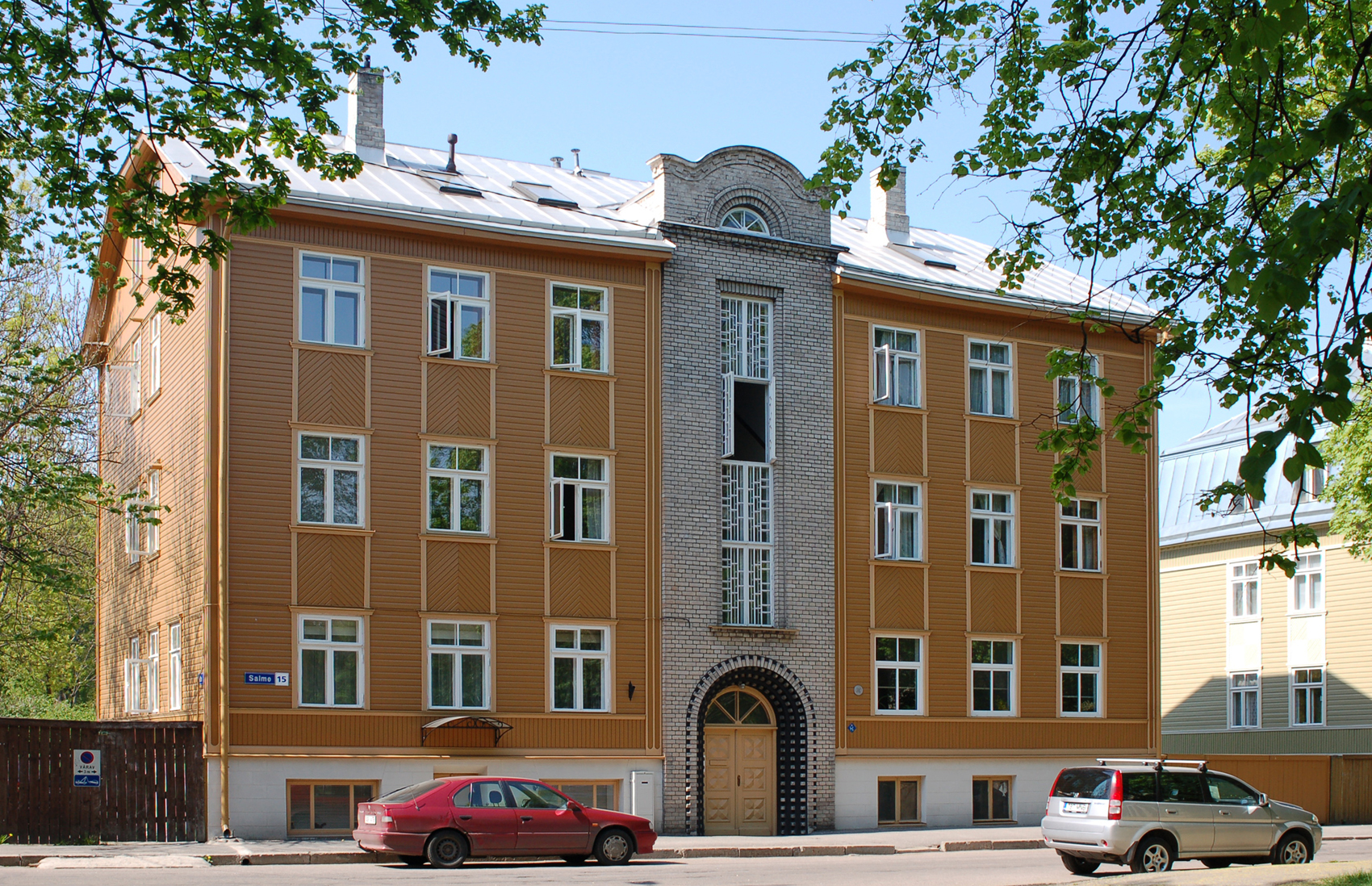
Salme tn 15.
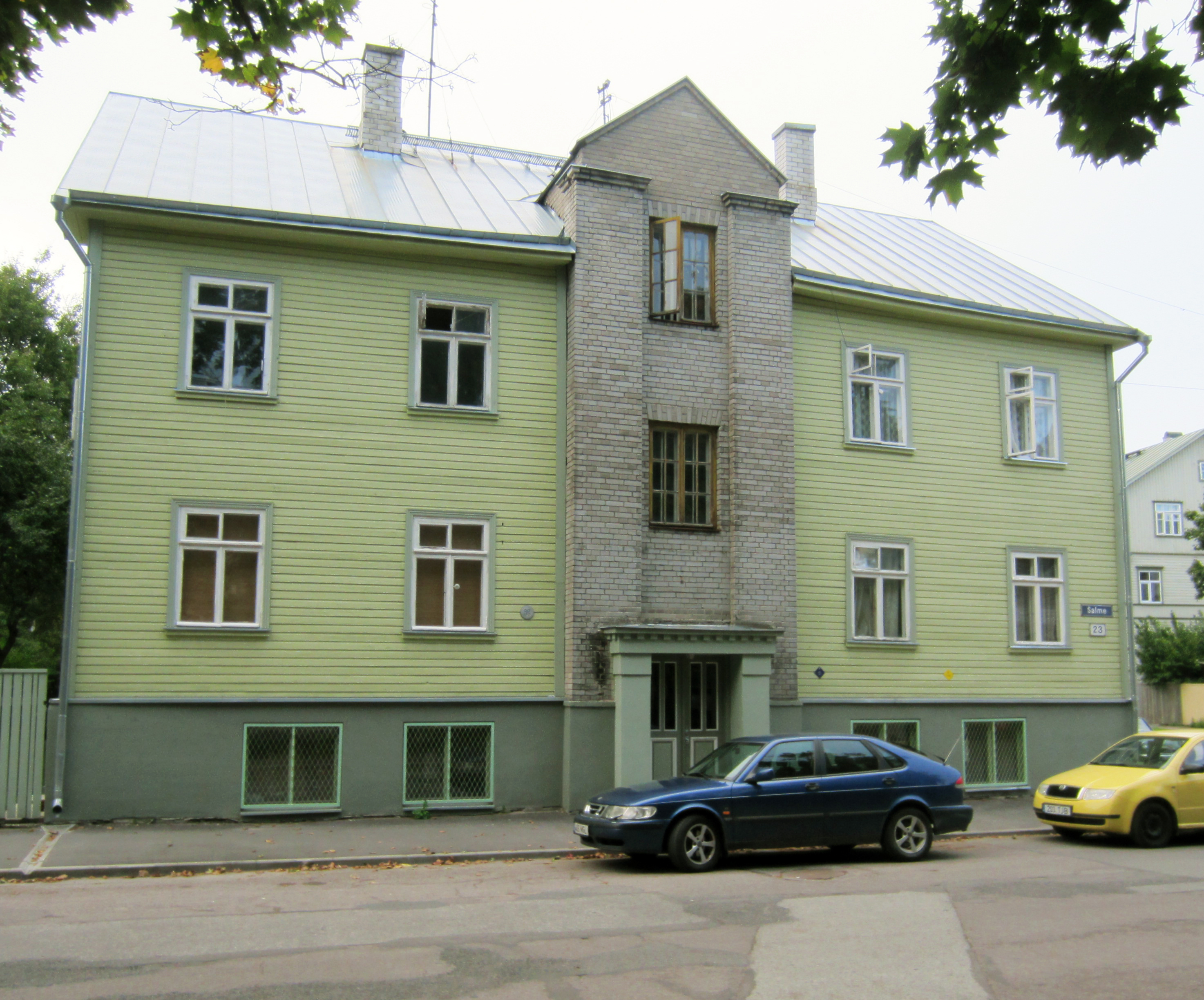
Salme tn 23.
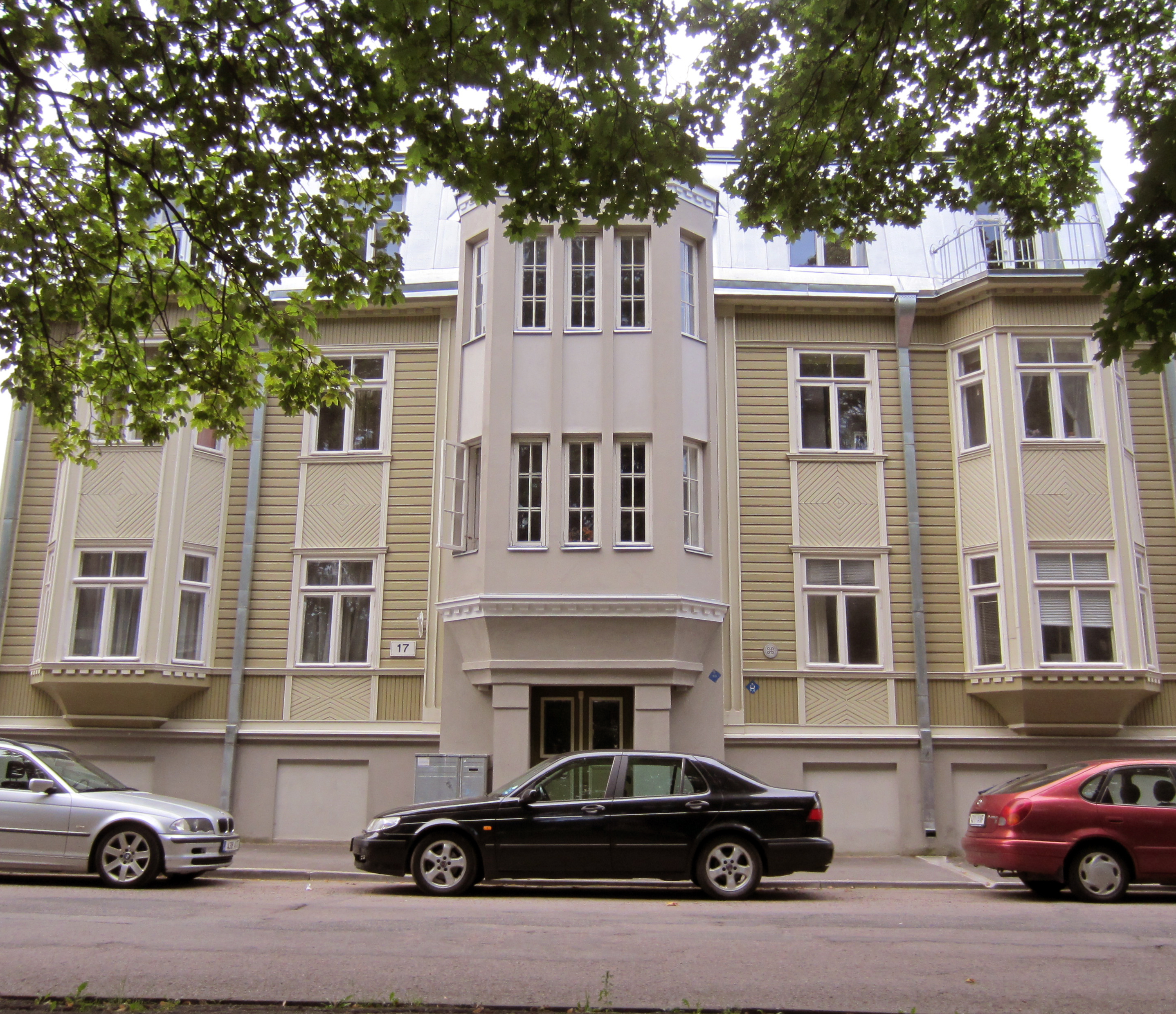
Salme tn 17.
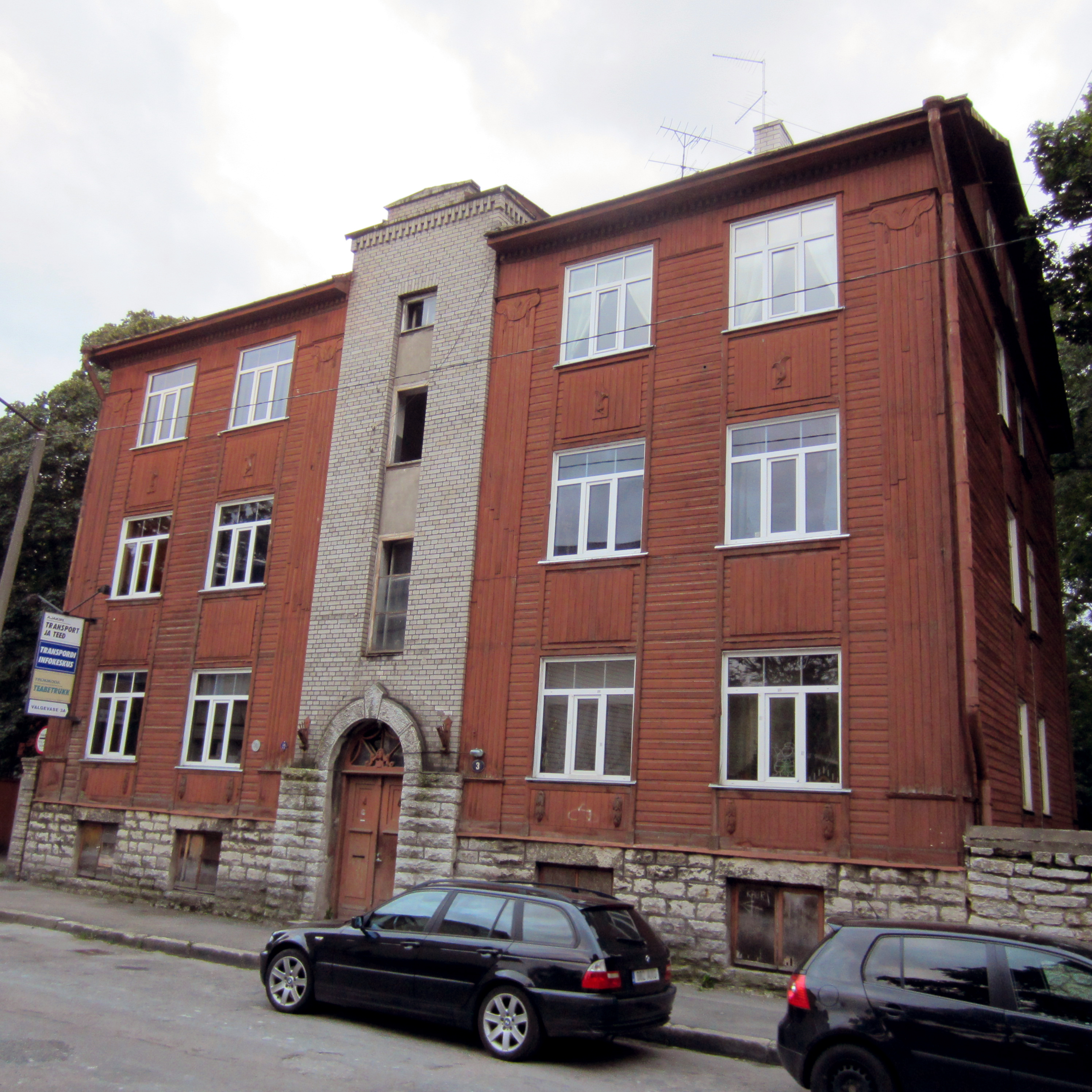
Valgevase 3.

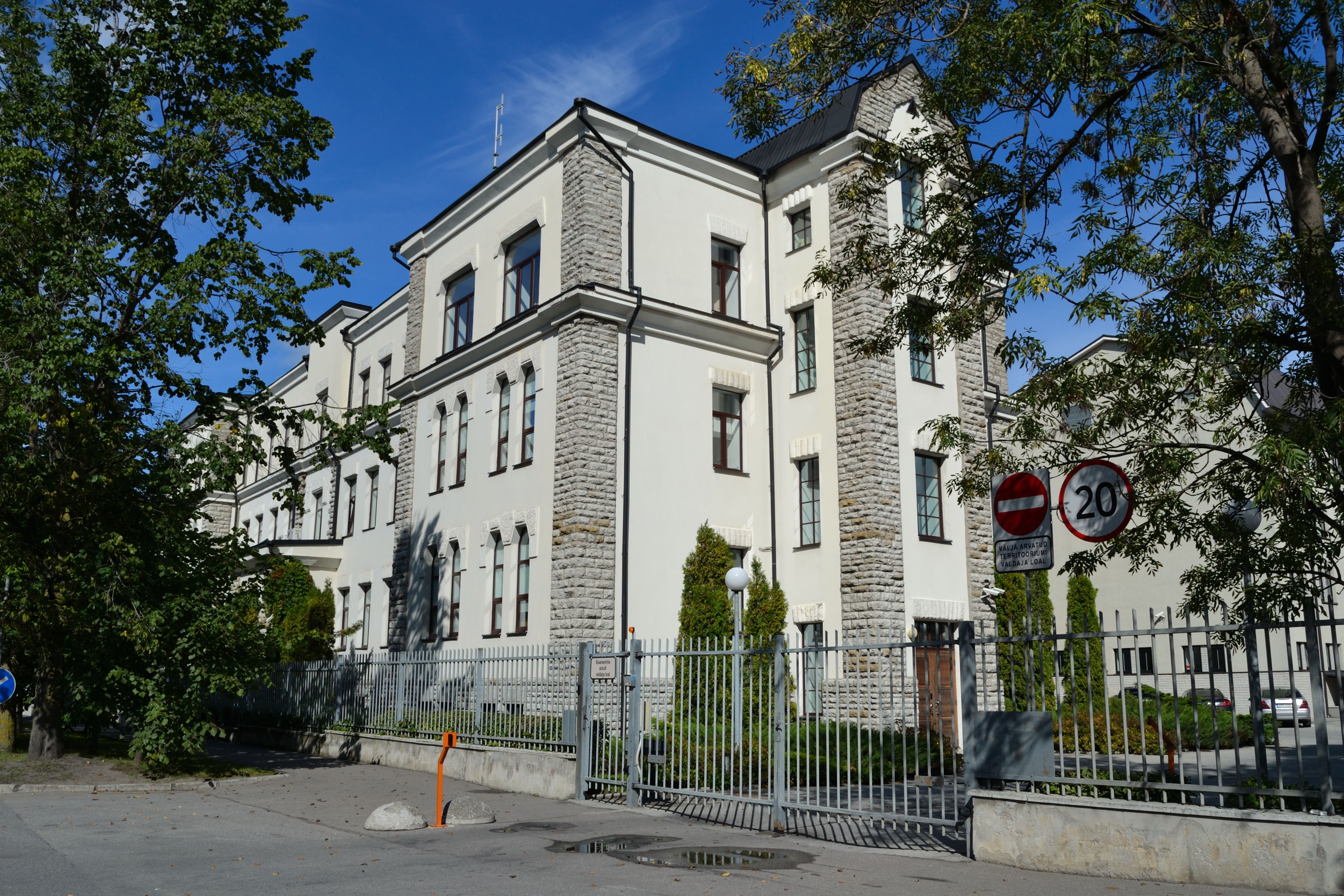
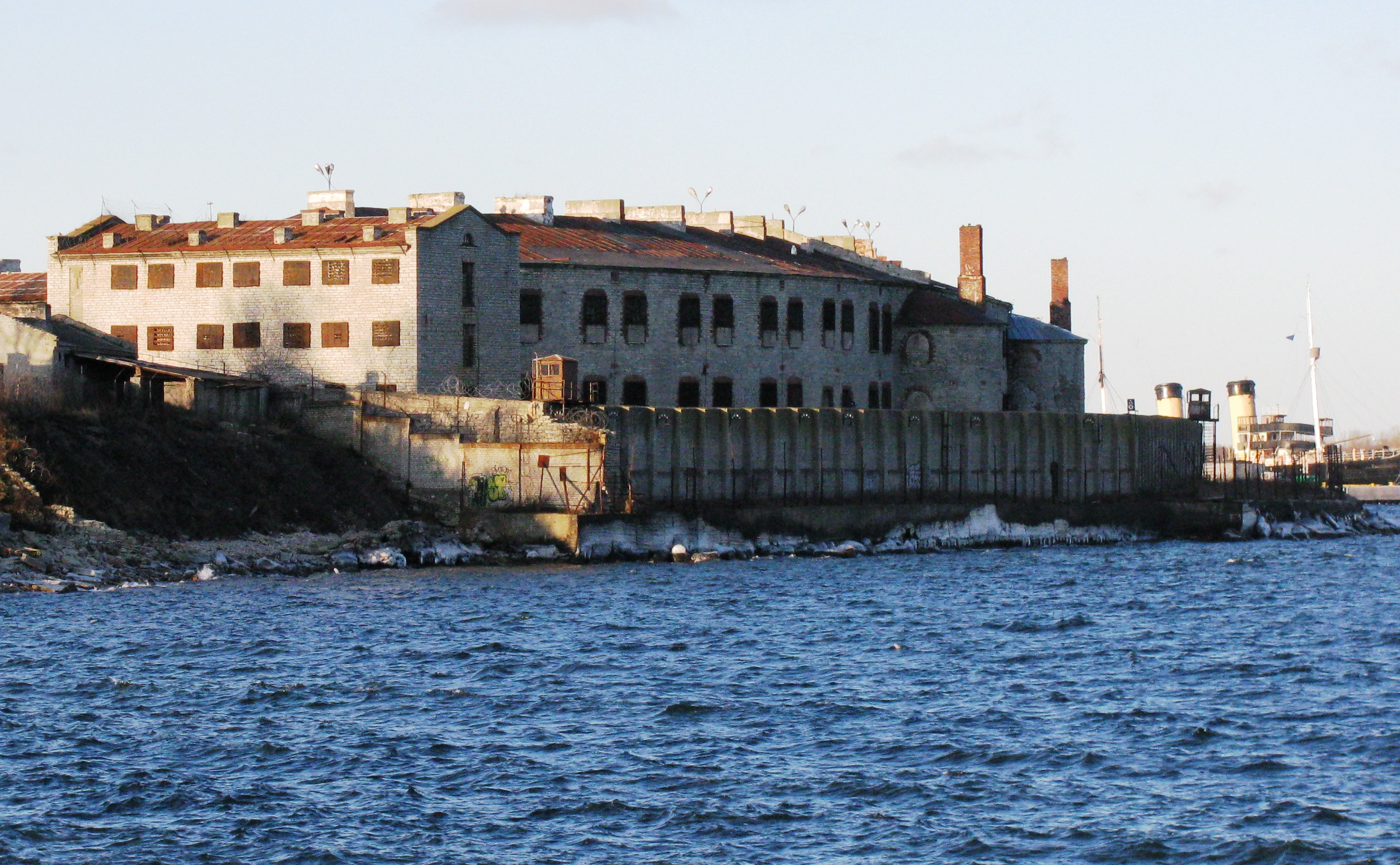
Ancienne prison Patarei
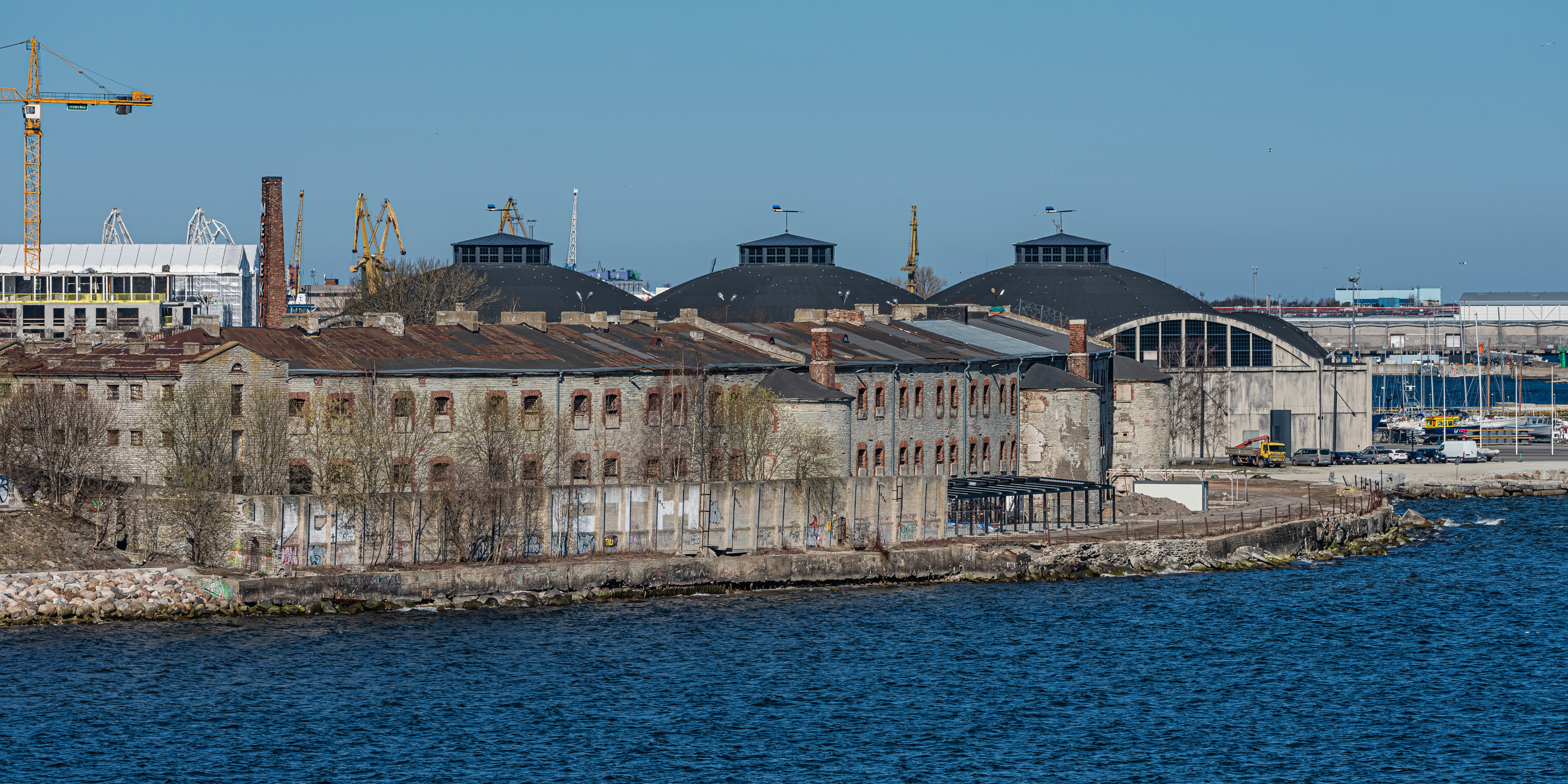
Hangars à avions, partie de la Forteresse navale de Pierre le Grand
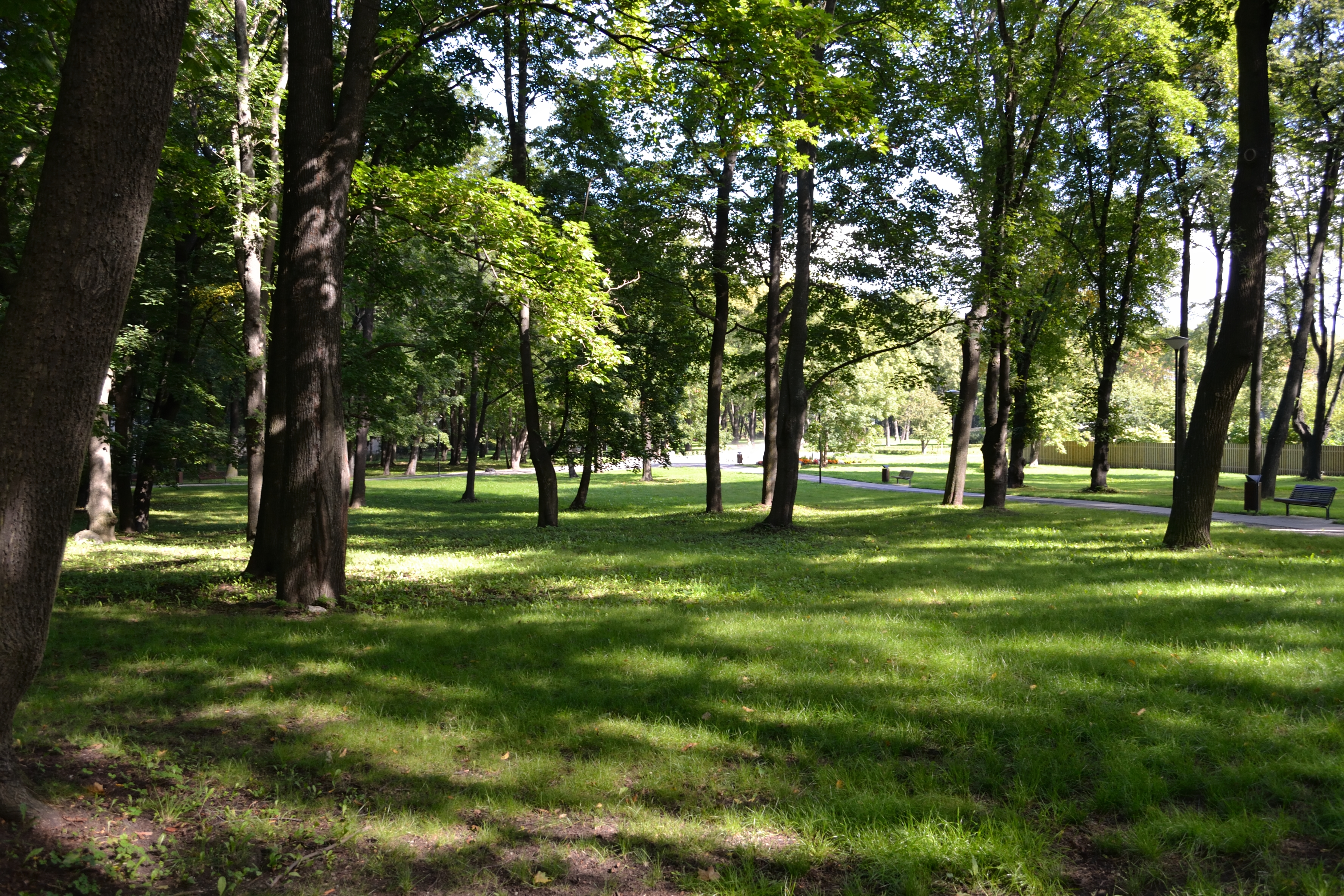
Parc du cimetière de Kalamaja]